# Proceedings of the London Mathematical Society
Proceedings of the London Mathematical Society es una  revista científica de revisión por pares especializada en matemática.

## Historia
Fundada en 1865, es una de las doce publicaciones editadas por la London Mathematical Society. Entre sus artículos más relevantes, se encuentra «On computable numbers, with an application to Entscheidungsproblem» de 1936, de Alan Turing, en donde describe por primera vez su famosa Máquina.

## Factor de impacto
Según Journal Citation Reports, en 2011 tuvo un factor de impacto de 1.324, en el puesto 17 de 288 revistas.